# Тайшетское городское поселение
Тайшетское городское поселение — муниципальное образование со статусом городского поселения в Тайшетском районе Иркутской области России. Административный центр — город Тайшет.

## Население
| 2002    | 2009    | 2010    | 2011    | 2012    | 2013    | 2014    |
| ------- | ------- | ------- | ------- | ------- | ------- | ------- |
| 54 598  | ↘51 712 | ↘35 485 | ↘35 384 | ↘34 692 | ↘34 339 | ↘33 836 |
| 2015    | 2016    | 2017    | 2021    |         |         |         |
| ↘33 638 | ↘33 587 | ↘33 364 | ↗34 491 |         |         |         |

По результатам Всероссийской переписи населения 2010 года численность населения муниципального образования составила 35 485 человек, в том числе 16 484 мужчин и 19 001 женщин.

## Населенные пункты
В состав муниципального образования входят населённые пункты:
| № | Населённый пункт | Тип населённого пункта | Население |
| - | ---------------- | ---------------------- | --------- |
| 1 | Тайшет           | город                  | ↗34 491   |